# Shimao International Plaza
O Shimao International Plaza é um arranha-céu que abriga escritórios e possui 60 andares em Xangai. Foi concluído em 2005 sob o projeto de Ingenhoven, Overdiek und Partner, East China Architecture e o Design Institute. Shimao International Plaza possui dois pináculos no topo, que eleva a altura total para 333.3 metros.